# Friday Island (Themse)
Friday Island ist eine Insel in der Themse in England bei Old Windsor, Berkshire. Die Insel liegt knapp flussabwärts des Old Windsor Lock.
Die Form der Insel soll dem Fußabdruck von Freitag, dem Freund und Diener von Robinson Crusoe aus Daniel Defoes Roman entsprechen. Auf der Insel steht ein kleines Haus, in dem 30 Jahre lang der Forensiker Julius Grant lebte, der nachwies, dass die Hitler-Tagebücher gefälscht waren. Der Schleusenwärter des Old Windsor Lock sagte, dass Julius Grant immer meinte, dass es sich anfühle, als wenn er halb Australien besitze, wenn er auf der Insel sei, da sie so abgeschieden sei.